# 2020 in Zwitserland

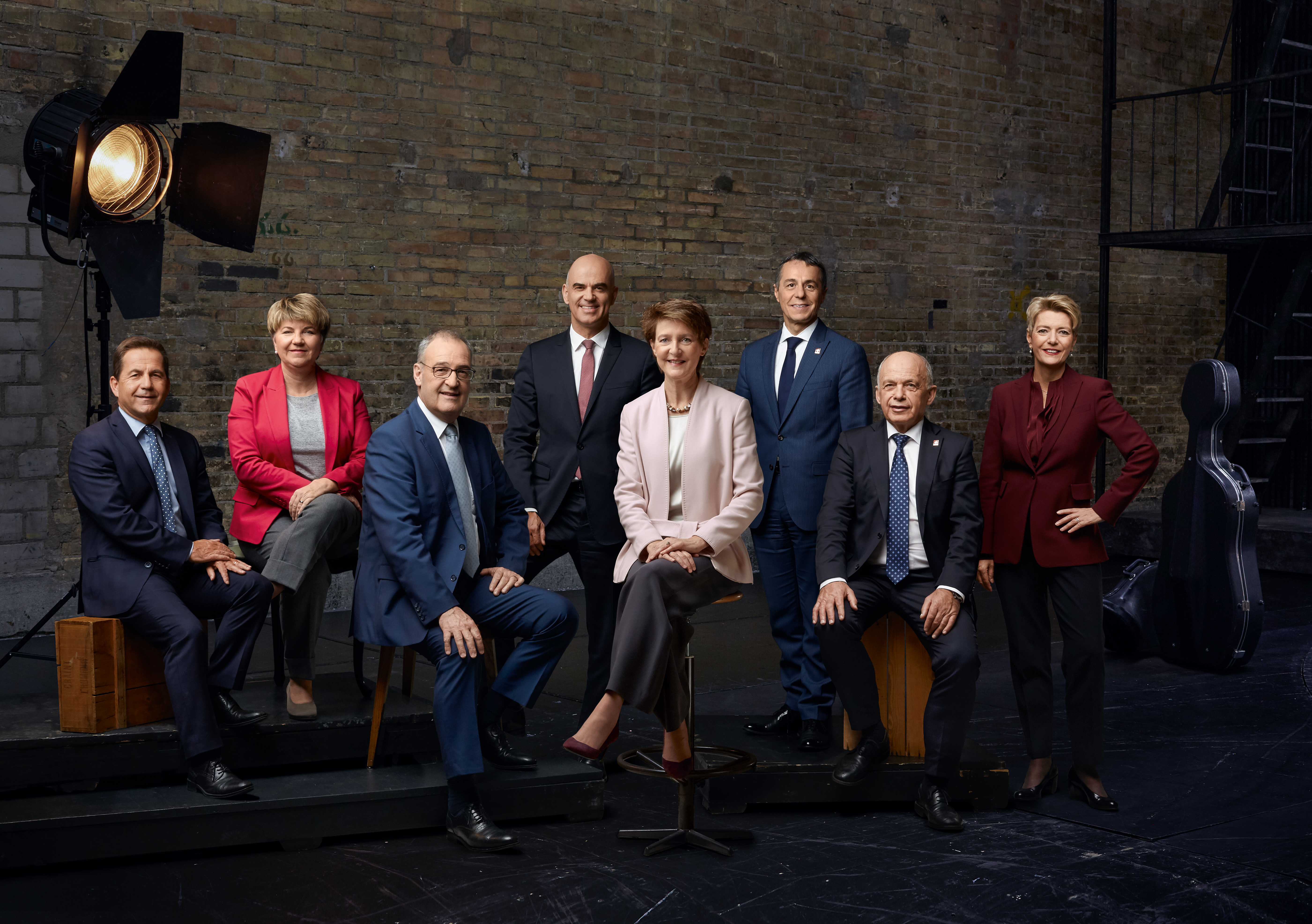
De Bondsraad in 2020.

Dit artikel beschrijft het verloop van 2020 in Zwitserland.

## Ambtsbekleders
De Bondsraad was samengesteld als volgt:
| Naam | Naam                | Partij  | Kanton       | Functie |
| ---- | ------------------- | ------- | ------------ | --- |
|      | Simonetta Sommaruga | SP/PS   | Bern         | Bondspresident in 2020; hoofd van het Federaal Departement van Milieu, Verkeer, Energie en Communicatie    |
|      | Guy Parmelin        | SVP/UDC | Vaud         | Vicebondspresident in 2020, hoofd van het Federaal Departement van Economische Zaken, Vorming en Onderzoek |
|      | Viola Amherd        | CVP/PDC | Wallis       | Hoofd van het Federaal Departement van Defensie, Volksverdediging en Sport                                 |
|      | Alain Berset        | SP/PS   | Fribourg     | Hoofd van het Federaal Departement van Binnenlandse Zaken                                                  |
|      | Ignazio Cassis      | FDP/PLR | Ticino       | Hoofd van het Federaal Departement van Buitenlandse Zaken                                                  |
|      | Karin Keller-Sutter | FDP/PLR | Sankt Gallen | Hoofd van het Federaal Departement van Justitie en Politie                                                 |
|      | Ueli Maurer         | SVP/UDC | Zürich       | Hoofd van het Federaal Departement van Financiën                                                           |

De Bondsvergadering werd voorgezeten door:
| Naam | Naam           | Partij  | Kanton | Functie                                                   |
| ---- | -------------- | ------- | ------ | --------------------------------------------------------- |
|      | Isabelle Moret | FDP/PLR | Vaud   | Voorzitter van de Nationale Raad (tot 30 november 2020)   |
|      | Andreas Aebi   | SVP/UDC | Bern   | Voorzitter van de Nationale Raad (vanaf 30 november 2020) |
|      | Hans Stöckli   | SP/PS   | Bern   | Voorzitter van de Kantonsraad (tot 30 november 2020)      |
|      | Alex Kuprecht  | SVP/UDC | Schwyz | Voorzitter van de Kantonsraad (vanaf 30 november 2020)    |

## Gebeurtenissen

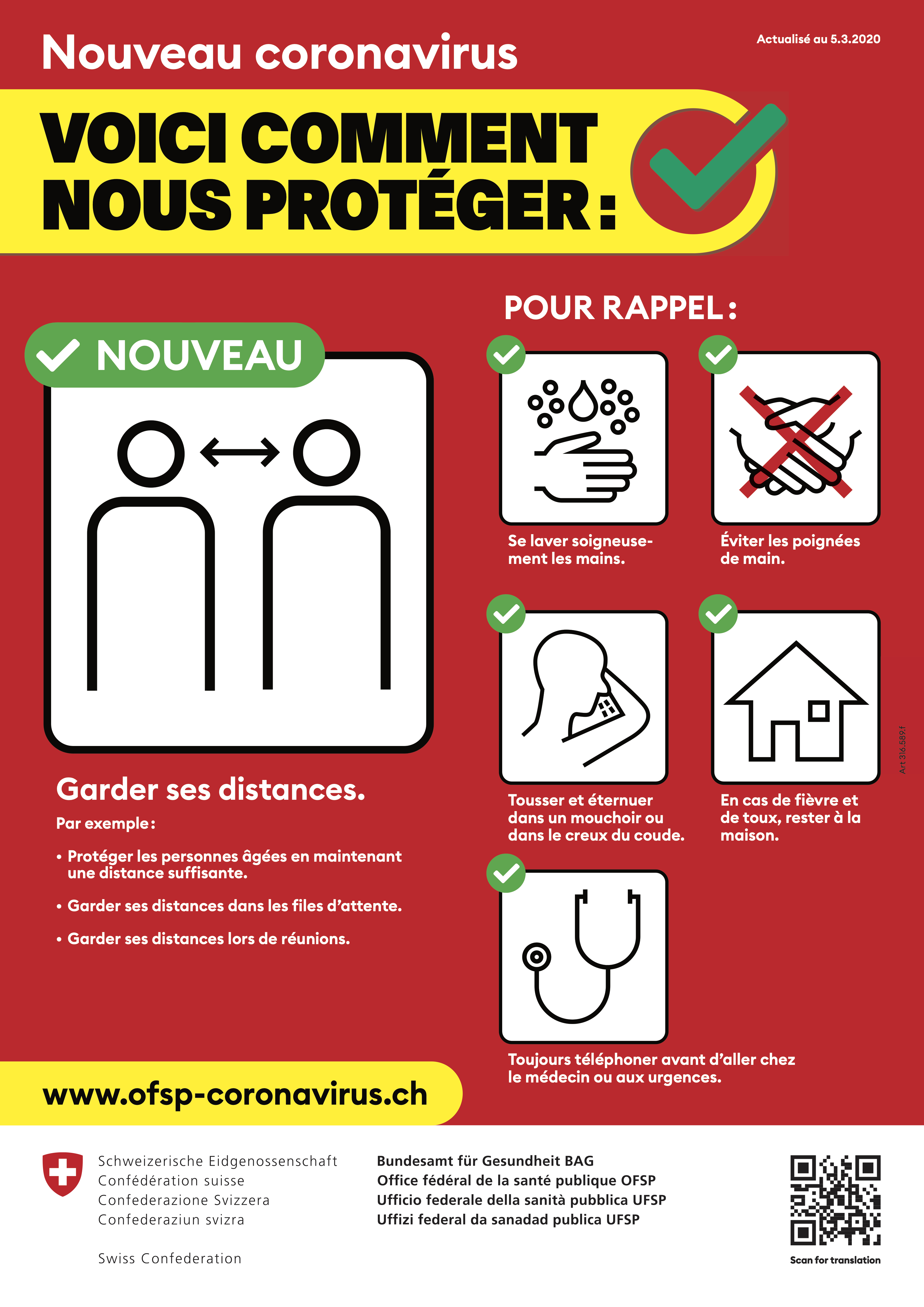
Affiche over de maatregelen tegen het coronavirus.

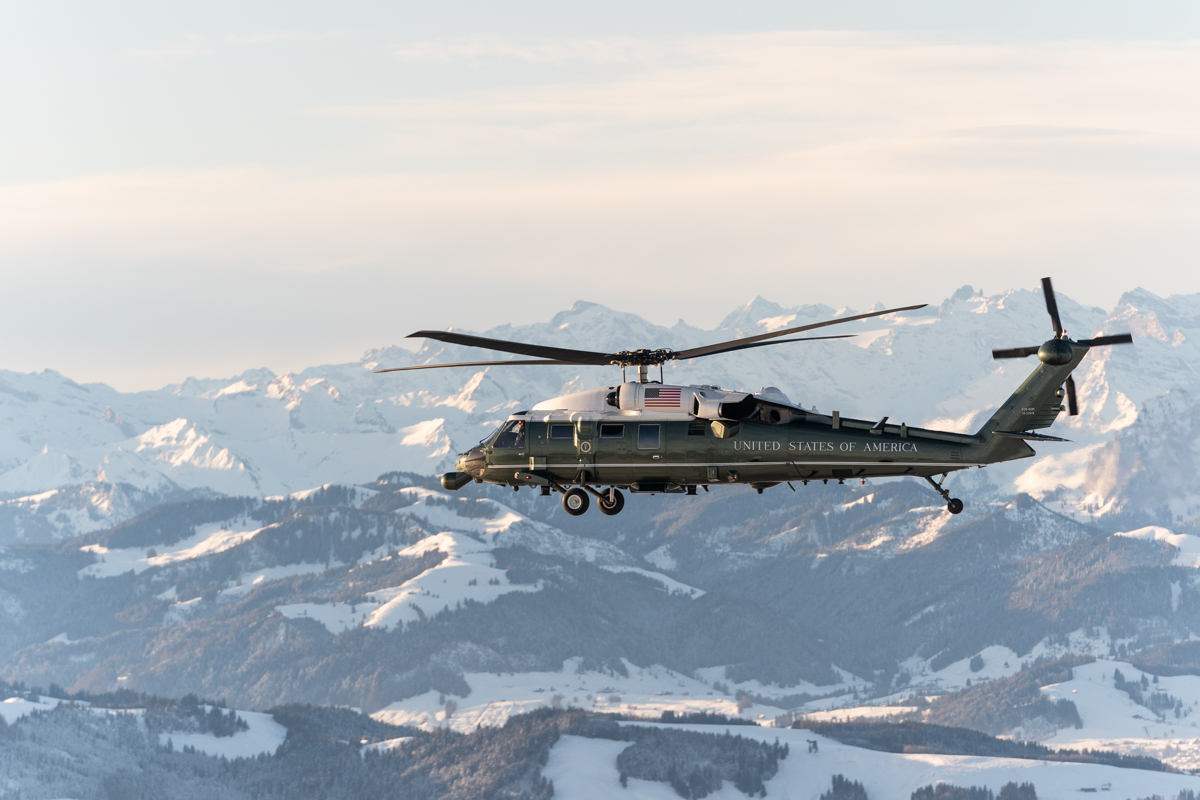
De presidentiële helikopter van Donald Trump in Davos, 21 januari 2020.

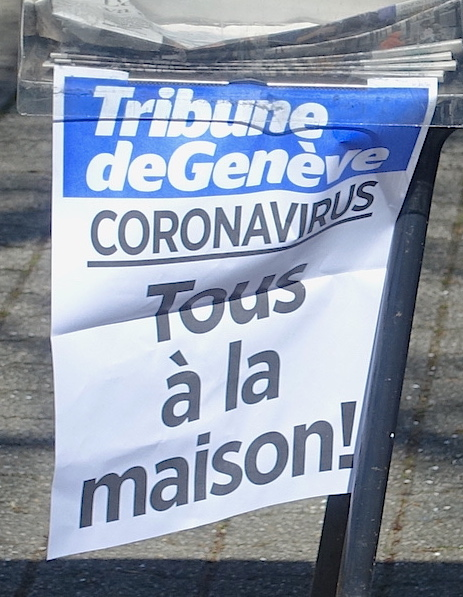
Aankondiging van de lockdownmaatregelen van de Bondsraad in Genève, 17 maart 2020.

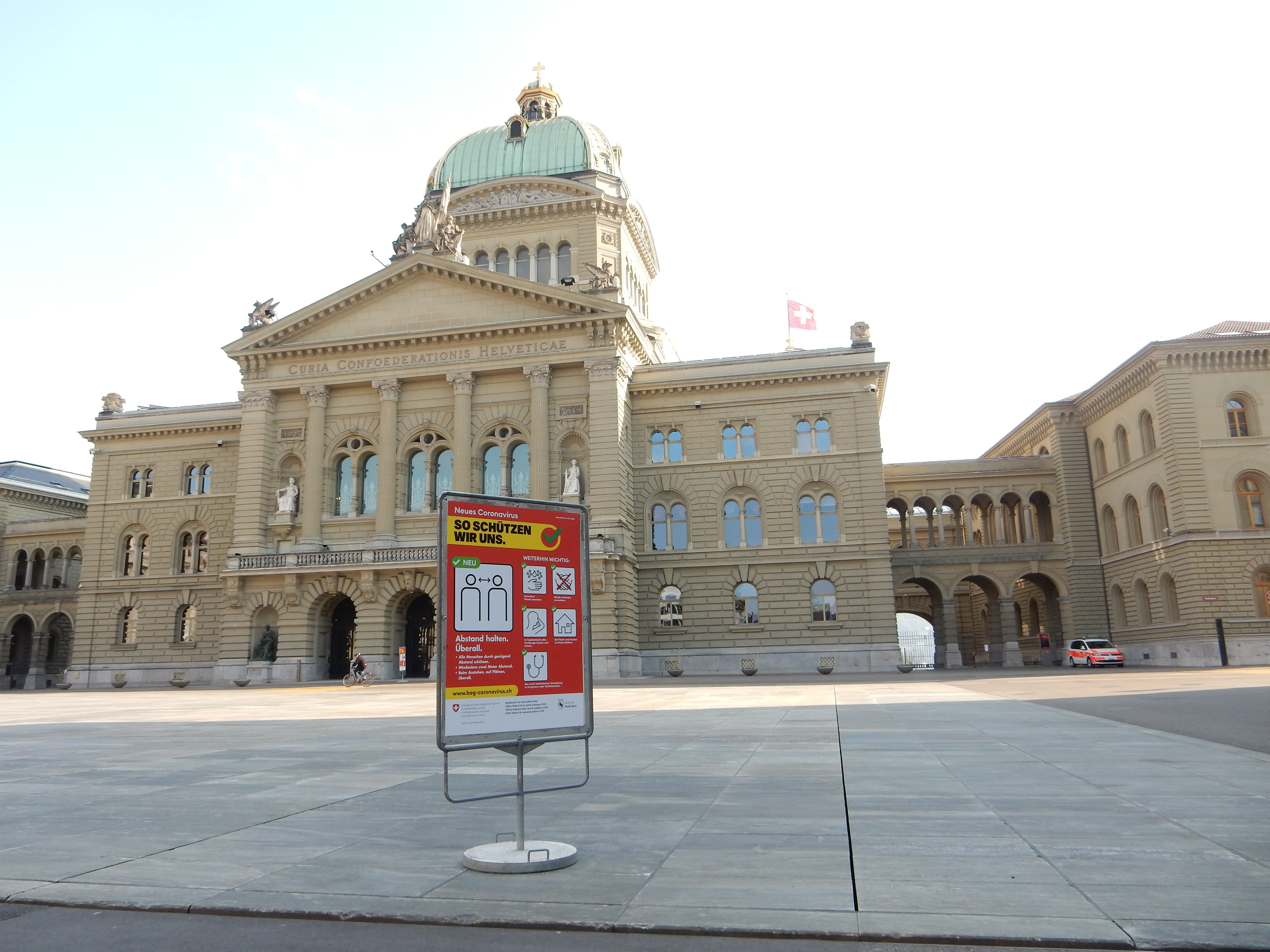
Affiche omtrent de maatregelen tegen het coronavirus aan het Federaal Paleis in Bern, 25 maart 2020.

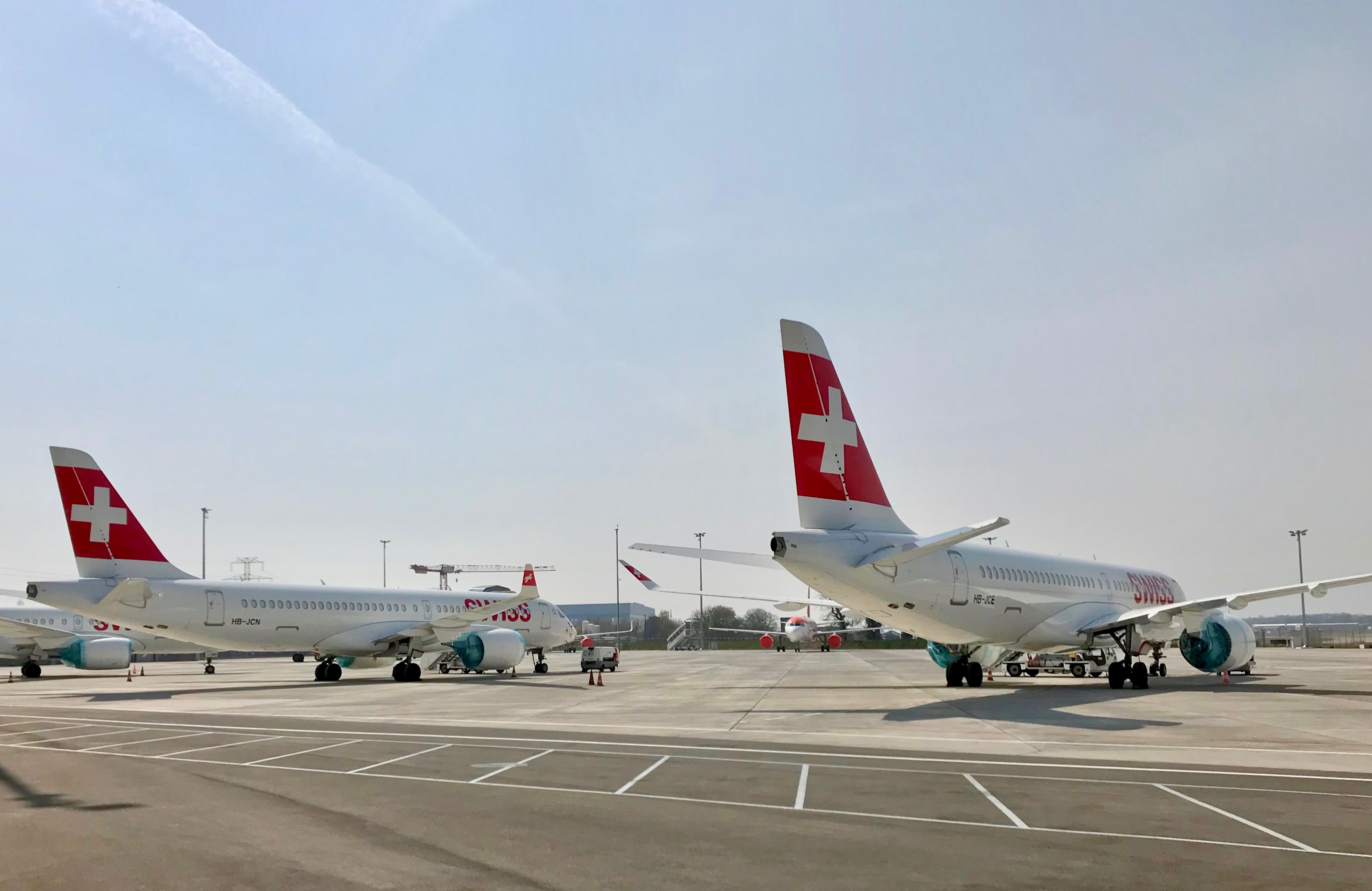
Vliegtuigen aan de grond op de luchthaven van Genève, 28 maart 2020.

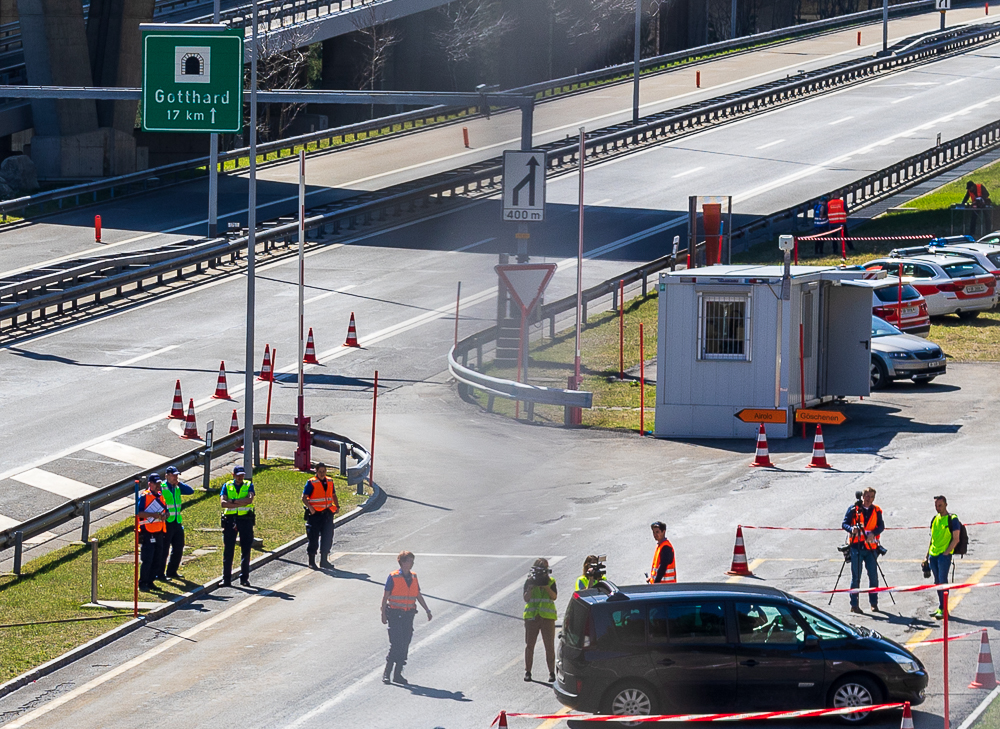
Politiecontroles aan de noordelijke ingang van de Gotthard-wegtunnel. Göschenen, 10 april 2020.

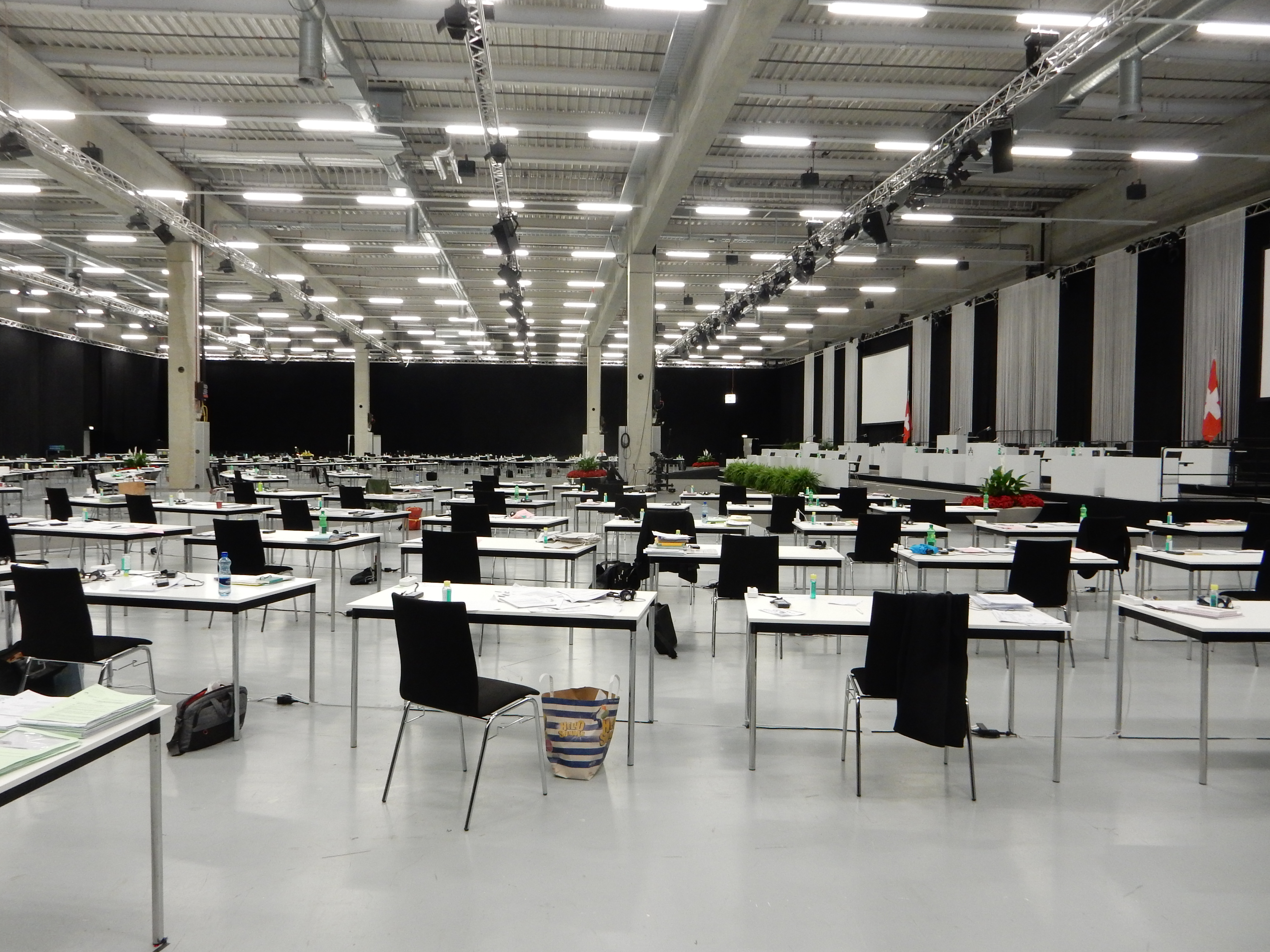
De tijdelijke vergaderzaal van de Nationale Raad in Bernexpo, 16 juni 2020.

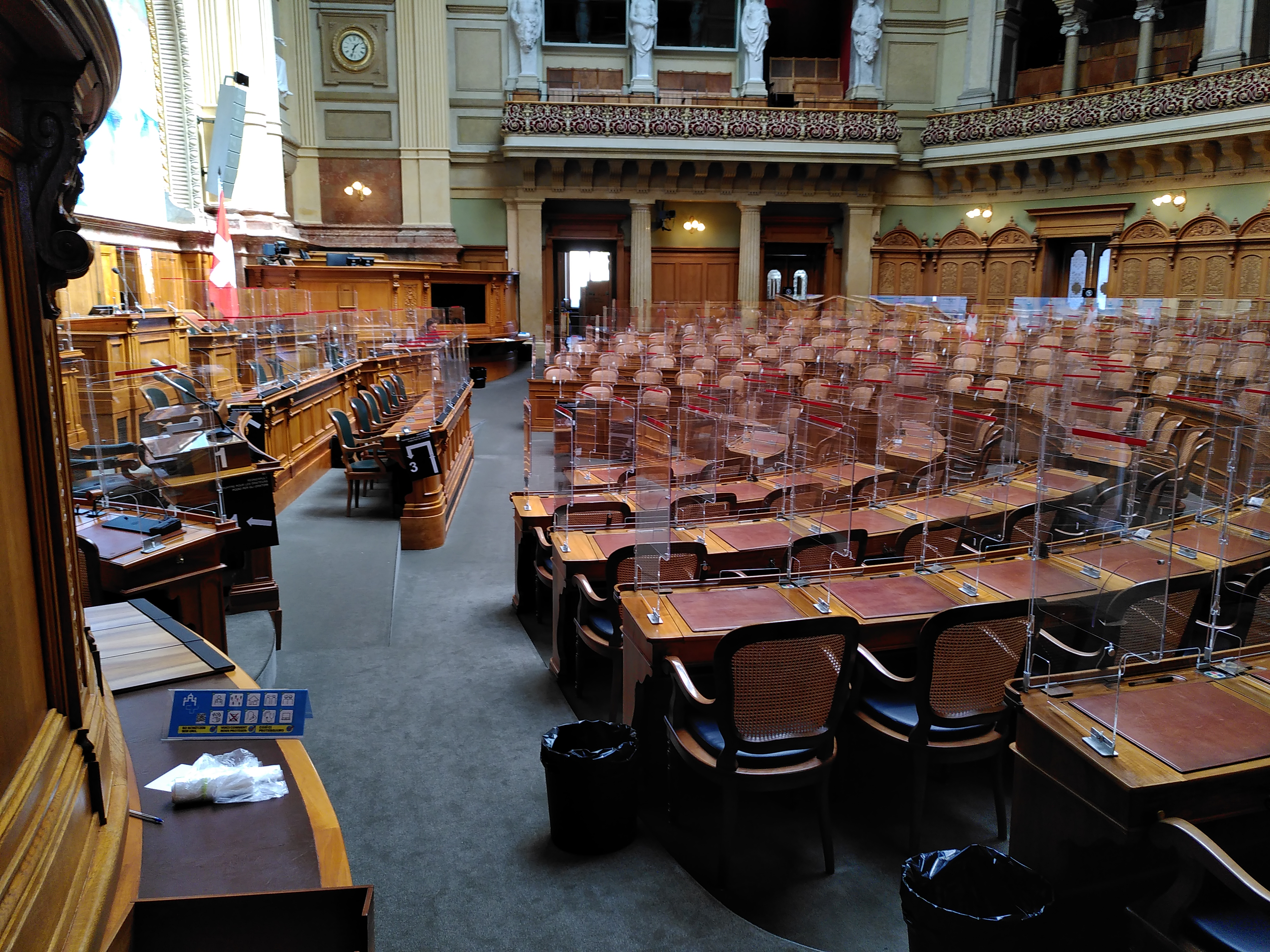
In de vergaderzaal Nationale Raad van de worden plexiglazen schermen geplaatst, 3 september 2020.

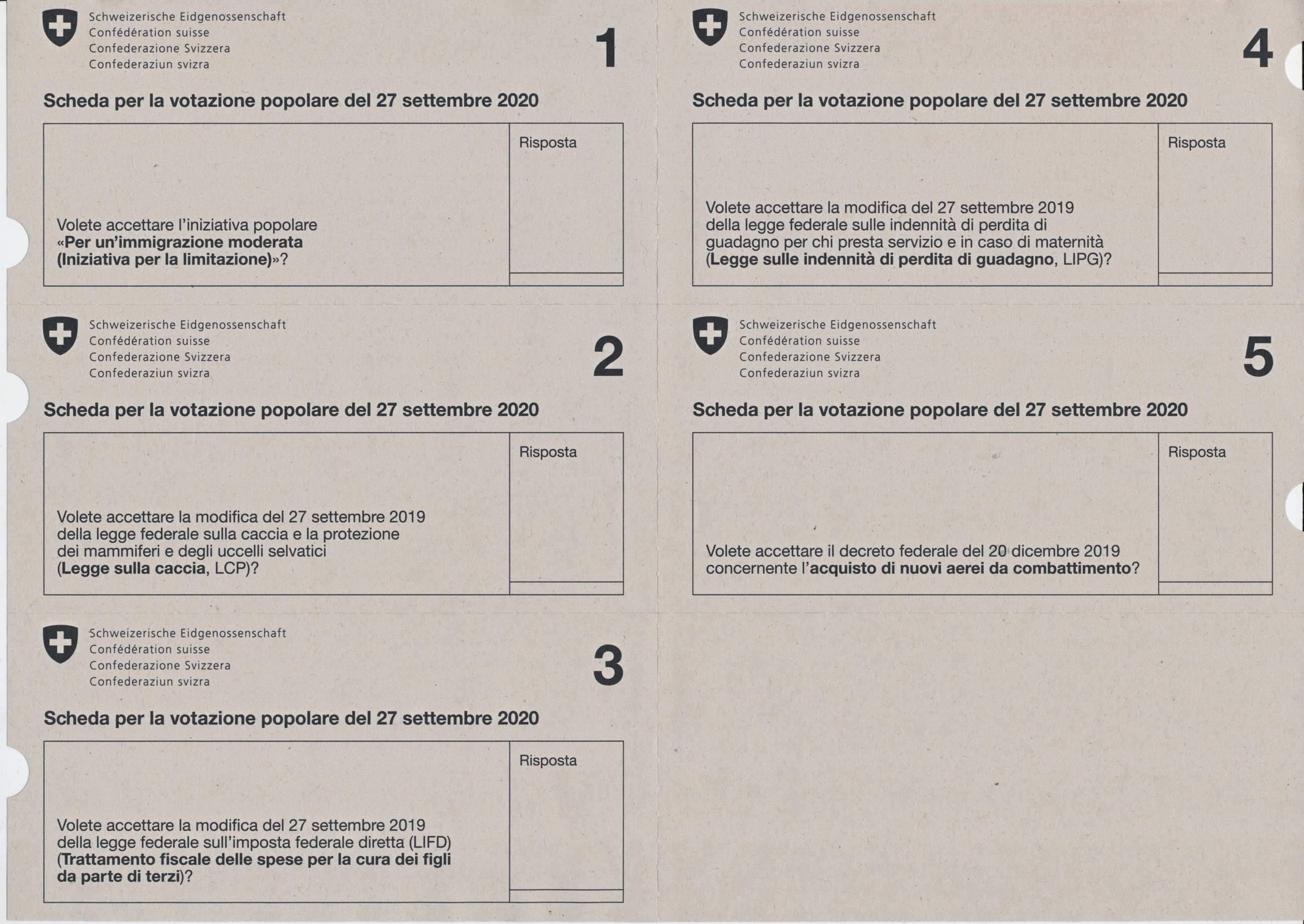
Stembiljet voor de vijf referenda van september 2020.

### Januari
- 1 januari: Simonetta Sommaruga wordt bondspresidente van Zwitserland.
- 9-22 januari: In Lausanne (kanton Vaud) vinden de Olympische Jeugdwinterspelen van 2020 plaats. De Spelen worden plechtig geopend door bondspresidente Simonetta Sommaruga. Zwitserland behaalt 24 medailles, waarvan 10 gouden, zes zilveren en acht bronzen.
- 13 januari: Tijdens het klimaatproces van Lausanne worden door de politierechtbank van Lausanne twaalf klimaatactivisten vrijgesproken die een bankfiliaal van Credit Suisse hadden bezet. Het openbaar ministerie gaat in beroep tegen de vrijspraak.
- 21-24 januari: In Davos (kanton Graubünden) vind de 50e editie plaats van het Wereld Economisch Forum. Onder meer de Amerikaanse president Donald Trump is hierbij aanwezig.
- 23 januari: Nabij Saint-Légier-La Chiésaz (kanton Vaud) stort een vliegtuigje neer. De twee inzittenden komen om het leven. (Lees verder)

### Februari
- 1 februari-2 februari: In Dübendorf (kanton Zürich) vinden de wereldkampioenschappen veldrijden van 2020 plaats. Kevin Kuhn behaalt als enige een medaille namens Zwitserland, een zilveren medaille in de categorie beloften bij de mannen.
- 9 februari: In het eerste referendum van het jaar stemmen de Zwitsers voor het uitbreiden van de antiracismewetgeving maar tegen een grondwetshervorming over het woonbeleid.
- 28 februari: Vanwege de coronapandemie besluit de Bondsraad om massa-evenementen met meer dan 1.000 personen te verbieden, in eerste instantie tot 15 maart. Onder meer het autosalon van Genève wordt afgelast.

### Maart
- 8 maart: In het kanton Sankt Gallen vinden kantonnale parlementsverkiezingen plaats, alsook de eerste ronde van de verkiezingen voor de Regeringsraad van Sankt Gallen. In de Kantonsraad van Sankt Gallen (kantonaal parlement) blijft de Zwitserse Volkspartij (SVP/UDC) blijft de grootste partij.[5] Bij de eerste ronde van de regeringsverkiezingen behalen vijf kandidaten de absolute meerheid. De CVP/PDC behaalt twee zetels, de SVP/UDC, FDP/PLR en de SP/PS behalen elk één zetel. De overige twee zetels worden toebedeeld in een tweede ronde op 19 april.[6]
- 13 maart: De Bondsraad kondigt verregaande maatregelen af vanwege de coronacrisis in Zwitserland. De scholen worden gesloten en er worden opnieuw grenscontroles ingevoerd.
- 15 maart: De Bondsvergadering schort haar lentezitting op vanwege de coronacrisis in Zwitserland.[7]
- 15: In het kanton Thurgau vinden kantonnale verkiezingen plaats. De Zwitserse Volkspartij (SVP/UDC) blijft er de grootste partij. Men noteert een opkomst van 32,6%.
- 16 maart: De Bondsraad kondigt de buitengewone fase af zoals voorzien in de wet op de besmettelijke ziektes van 2012. Het is de eerste maal in de geschiedenis dat deze buitengewone fase wordt afgekondigd. Bovendien kondigt de Bondsraad ook aan dat winkels, horecazaken, enz. de deuren moeten sluiten. De grenscontroles treden deze nacht in werking. Voor het eerst sinds de Tweede Wereldoorlog wordt ook het Zwitserse leger gemobiliseerd. 8.000 manschappen worden opgeroepen om de gezondheidszorg te ondersteunen.[8]
- Als gevolg van de uitbraak van het coronavirus besluit de Bondsraad om de referenda die waren voorzien voor 17 mei 2020 af te gelasten. Onder meer een referendum over het vrij verkeer van personen, wordt hierdoor uitgesteld.[9]
- 22 maart: In het kanton Schwyz vinden kantonnale verkiezingen plaats.  De Zwitserse Volkspartij (SVP/UDC) blijft er de grootste partij. Men noteert een opkomst van 35,76%.

### April
- 3 april: de editie van 2020 van de Ronde van Zwitserland wordt afgelast vanwege de coronacrisis.[10]
- 19 april: In Sankt Gallen vindt de tweede ronde van de regeringsverkiezingen plaats. Vanwege de maatregelen tegen het coronavirus is echter geen klassieke stembusgang mogelijk en moet er per brief worden gestemd.[11] De FDP/PLR et de SP/PS behalen de laatste twee zetels in de regering die dienden te worden toebedeeld.[12]
- 24 april: In een eerste fase van de versoepeling van de lockdownmaatregelen tegen het coronavirus mogen doe-het-zelfzaken, tuincentra, kappers, artsenkabinetten, dierenartsen, schoonheidssalons en tatoeëerders hun deuren opnieuw openen.

### Mei
- 4 mei: De Bondsvergadering komt samen in een buitengewone zitting. Opdat de parlementsleden voldoende afstand zouden kunnen bewaren, vinden de vergaderingen van de Nationale Raad en Kantonsraad plaats in Bernexpo, de expositiehallen van de bondsstad Bern. Hierdoor vergadert de Bondsvergadering voor het eerst in de geschiedenis niet in het Federaal Paleis.[13]
- 11 mei: In een tweede fase van de afbouw van de corona-maatregelen mogen de scholen, de handelszaken, de restaurants en cafés en de sportterreinen hun deuren opnieuw openen.[14]

### Juni
- 2-19 juni: De zomerzitting van de Bondsvergadering vindt plaats. Net zoals bij de buitengewone zitting van mei vindt ook deze zitting plaats in Bernexpo in plaats van in het Federaal Paleis.[15]
- 8 juni: In de derde fase van de afbouw van de corona-maatregelen heropenen ditmaal de universiteiten, de musea, de bibliotheken en de overige vrijetijdsinfrastructuur.
- 11 juni: De Nationale Raad spreekt zich uit ten voordele van het homohuwelijk, een eerste stap in de invoering van het homohuwelijk in Zwitserland.[16]

### Juli
- 6 juli: De verplichting van de Bondsraad om mondmaskers te dragen in het openbaar vervoer treedt in werking.[17] De kantons Vaud en Jura gaan een stap verder en verplichten het mondmasker eveneens in winkels.[18]
- 14 juli: Op uitnodiging van de Franse president Emmanuel Macron woont Bondsraadslid Alain Berset in Parijs de viering van de Franse nationale feestdag plaats. Voor het eerst nemen ook Zwitserse militairen deel aan de militaire parade.[19]
- 24 juli: Bondsprocureur Michael Lauber neemt ontslag vanwege zijn betrokkenheid in een fraudeschandaal.[20][21]

### Augustus
- 1 augustus: Vanwege de verspreiding van het coronavirus verbiedt België reizen naar de kantons Genève, Vaud en Wallis. De kantonnale autoriteiten reageren afwijzend op dit reisverbod.[22][23]
- 2 augustus: Na 22 jaar presenteert nieuwslezer Darius Rochebin voor de laatste maal het avondjournaal op de RTS. Rochebin verlaat de zender om voor de Franse commerciële televisie te gaan werken.[24]
- 4 augustus: Bij explosies in de Libanese hoofdstad Beiroet geraakt de Zwitsere ambassade zwaar beschadigd. De Zwitserse ambassadrice geraakt lichtgewond als gevolg van de explosie en wordt in het ziekenhuis opgenomen.[25][26]
- 12 augustus: De Bondsraad verlengt het verbod van bijeenkomsten van meer dan 1.000 personen tot 30 september 2020. Hierop besluit de organisatie van de wereldkampioenschappen wielrennen van 2020 in Martigny (kanton Wallis) om de kampioenschappen, die waren gepland van 20 tot 27 september, niet te laten doorgaan.[27]
- 30 augustus: In Schaffhausen vinden kantonnale verkiezingen plaats. De Zwitserse Volkspartij (SVP/UDC) blijft er de grootste partij.

### September
- 4 september: Plechtige inhuldiging van de Ceneri-basistunnel.
- 10 september: Marc Hirschi wint de twaalfde etappe van de Ronde van Frankrijk.
- 20-27 september: In Martigny (kanton Wallis) zouden de wereldkampioenschappen wielrennen van 2020 plaatsvinden, nadat eerder op het jaar Zwitserland ook al de wereldkampioenschappen in het veldrijden organiseerde. Vanwege de maatregelen tegen de verspreiding van het coronavirus gaan deze kampioenschappen uiteindelijk niet in Zwitserland door.
- 27 september: Er vinden in Zwitserland federale referenda plaats over vijf onderwerpen, waaronder de referenda die in mei 2020 werden uitgesteld. Het SVP/UDC-voorstel om een einde te maken aan het vrij verkeer wordt weggestemd, net zoals de hervorming van de jachtwet en de invoering van een belastingsaftek voor de kosten van de kinderopvang. De invoering van het vaderschapsverlof werd wel goedgekeurd, alsook de aankoop van nieuwe gevechtsvliegtuigen, zij het echter met een nipte meerderheid van 50,14% van de stemmen.

### Oktober
- 18 oktober: In het kanton Wallis vinden lokale verkiezingen plaats.
- 30 oktober: 18 jaar na de toetreding tot de Verenigde Naties in 2002 stelt Zwitserland zich voor het eerst kandidaat voor een niet-permanente zetel in de Veiligheidsraad van de Verenigde Naties voor de periode 2023-2024.[28]

### November
- 24 november: In Lugano (kanton Ticino) verwondt een terroriste enkele klanten in een warenhuis.[29]
- 29 november: Voor een laatste maal in 2020 vinden er federale referenda plaats. Het bevolkingsinitiatief over de verantwoordelijke multinationals wordt nipt goedgekeurd door de bevolking, maar niet door de kantons. De vereiste dubbelmeerderheid wordt daardoor niet bereikt. Ook het bevolkingsinitiatief voor het verbod op financiering voor producten van oorlogsmateriaal wordt afgewezen.
- 30 november: Bij de aanvang van de wintersessie van de Bondsvergadering worden Andreas Aebi en Alex Kuprecht verkozen tot voorzitters van de Nationale Raad en de Kantonsraad, in opvolging van Isabelle Moret en Hans Stöckli.[30]

### December
- 9 december: De Bondsvergadering verkiest Bondsraadsleden Guy Parmelin tot bondspresident en Ignazio Cassis tot vicebondspresident voor het jaar 2021.[31]
- 23 december: In het kanton Luzern wordt een 90-jarige rusthuisbewoonster als eerste Zwitserse ingeënt met een vaccin tegen het coronavirus. Ook in de kantons Zug, Schwyz, Nidwalden en Appenzell Innerrhoden starten de vaccinaties.[32]

## Overleden
- 1 januari: Martin Bundi, historicus en politicus (geb. 1932)
- 7 januari: Fritz Hans Schweingruber, dendrochronologist (geb. 1936)
- 9 januari: Heinrich Weiss, uitvinder en verzamelaar (geb. 1920)[33]
- 19 januari: Urs Egger, filmregisseur (geb. 1953)
- 24 januari: Aenne Goldschmidt, danseres (geb. 1920)
- 27 januari: Nelly Wicky, onderwijzeres en politica (geb. 1923)
- 6 februari: Hans Ueli Hohl, politicus (geb. 1929)
- 15 februari: Léon Wurmser, psychoanalist (geb. 1931)
- 7 april: Roger Chappot, ijshockeyspeler (geb. 1940)
- 11 april: Justus Dahinden, architect (geb. 1925)[34]
- juli: Roger Vonlanthen, voetballer (geb. 1930)
- 12 juni: Albert Vitali, politicus, zittend lid van de Nationale Raad (geb. 1955)
- 22 juli: Luzius Wildhaber, jurist en voorzitter van het Europees Hof voor de Rechten van de Mens (geb. 1937)[35]
- 8 augustus: Konrad Steffen, glacioloog (geb. 1952)[36]
- 24 augustus: Paul Wolfisberg, voetballer en voetbaltrainer (geb. 1933)[37]
- 9 oktober: Francine Simonin, Zwitsers-Canadese schilder en prentkunstenares (geb. 1936)[38]
- 18 oktober: René Felber, politicus en voormalig lid van de Bondsraad (geb. 1933)[39]
- 29 oktober: Béla Síki, Hongaars-Zwitsers pianist (geb. 1923)[40]
- 11 november: Remo Largo, kinderarts en auteur (geb. 1943)
- 22 november: Doris de Agostini, alpineskiester (geb. 1958)[41]
- 7 december: Paul Rutishauser, Zwitsers landbouwer en politicus (geb. 1933)
- 8 december: Kurt Stettler, voetballer en voetbaltrainer (geb. 1932)[42]
- 16 december: Flavio Cotti, politicus en voormalig lid van de Bondsraad (geb. 1939)[43]

1848
· 1849
· 1850
· 1851
· 1852
· 1853
· 1854
· 1855
· 1856
· 1857
· 1858
· 1859
· 1860
· 1861
· 1862
· 1863
· 1864
· 1865
· 1866
· 1867
· 1868
· 1869
· 1870
· 1871
· 1872
· 1873
· 1874
· 1875
· 1876
· 1877
· 1878
· 1879
· 1880
· 1881
· 1882
· 1883
· 1884
· 1885
· 1886
· 1887
· 1888
· 1889
· 1890
· 1891
· 1892
· 1893
· 1894
· 1895
· 1896
· 1897
· 1898
· 1899
· 1900
· 1901
· 1902
· 1903
· 1904
· 1905
· 1906
· 1907
· 1908
· 1909
· 1910
· 1911
· 1912
· 1913
· 1914
· 1915
· 1916
· 1917
· 1918
· 1919
· 1920
· 1921
· 1922
· 1923
· 1924
· 1925
· 1926
· 1927
· 1928
· 1929
· 1930
· 1931
· 1932
· 1933
· 1934
· 1935
· 1936
· 1937
· 1938
· 1939
· 1940
· 1941
· 1942
· 1943
· 1944
· 1945
· 1946
· 1947
· 1948
· 1949
· 1950
· 1951
· 1952
· 1953
· 1954
· 1955
· 1956
· 1957
· 1958
· 1959
· 1960
· 1961
· 1962
· 1963
· 1964
· 1965
· 1966
· 1967
· 1968
· 1969
· 1970
· 1971
· 1972
· 1973
· 1974
· 1975
· 1976
· 1977
· 1978
· 1979
· 1980
· 1981
· 1982
· 1983
· 1984
· 1985
· 1986
· 1987
· 1988
· 1989
· 1990
· 1991
· 1992
· 1993
· 1994
· 1995
· 1996
· 1997
· 1998
· 1999
· 2000
· 2001
· 2002
· 2003
· 2004
· 2005
· 2006
· 2007
· 2008
· 2009
· 2010
· 2011
· 2012
· 2013
· 2014
· 2015
· 2016
· 2017
· 2018
· 2019
· 2020
· 2021
· 2022
· 2023